# Pétition de droit
Ne doit pas être confondu avec Pétition des droits.
En common law, la pétition de droit était une procédure permettant à une personne de poursuivre la Couronne. Elle est apparue pour remédier à la doctrine « The King can do no wrong » (littéralement : « Le Roi ne peut mal faire ») qui empêchait un citoyen de poursuivre la Couronne. La pétition de droit a remédié à cette situation, mais la personne devait au préalable obtenir l'assentiment de la Couronne avant d'introduire son recours devant les tribunaux. L'autorisation donnée par la Couronne à la poursuite était nommée fiat.
La pétition de droit était un recours procédural d'abord disponible afin de revendiquer un bien entre les mains de la Couronne, puis pour obtenir réparation en droit des contrats. Elle a finalement été élargie à la responsabilité délictuelle. Elle est apparue plus formellement durant le XIXe siècle et a généralement été abolie durant le XXe siècle.

## Au Canada
Au Canada, la pétition de droit a été en vigueur à un moment ou un autre dans toutes les juridictions.
Au niveau fédéral, elle a été adoptée en 1875. Dès 1887, le Parlement ouvre la porte, dans des situations précises, à ce qu'un recours en responsabilité délictuelle puisse être effectué par le biais de la pétition de droit. En 1950, le Parlement abolit la nécessité d'obtenir un fiat pour entreprendre une pétition de droit.
Au Québec, la pétition de droit a été adoptée en 1883. Elle est ajoutée au Code de procédure civile en 1897. En 1935, la Cour suprême juge que le recours en responsabilité civile est possible par le biais de la pétition de droit. Elle est finalement abolie lors de l'adoption du nouveau Code de procédure civile en 1966.